# Guinea en los Juegos Olímpicos de Atlanta 1996
Guinea estuvo representada en los Juegos Olímpicos de Atlanta 1996 por cinco deportistas, cuatro hombres y una mujer, que compitieron en dos deportes.
El portador de la bandera en la ceremonia de apertura fue el atleta Joseph Loua. El equipo olímpico guineano no obtuvo ninguna medalla en estos Juegos.